# Zadarska provincija
Zadarska provincija (talijanski Provincia di Zara) ime je za općine Zadar i Lastovo koje su bile pripojene Italiji nakon potpisivanja Rapalskog ugovora 1920. Zadarska provincija imala je površinu od 110 kvadratnih kilometara, i 1931. imala je 19,600 stanovnika.